# Odontophora marina
Odontophora marina är en rundmaskart som beskrevs av Butschli 1874. Odontophora marina ingår i släktet Odontophora och familjen Axonolaimidae. Inga underarter finns listade i Catalogue of Life.